# Atlético Ouriense (női csapat)
Az Atlético Ouriense egy portugál női labdarúgóklub, amely a portugál élvonalban szerepel. A klub székhelye Ourémben található.

## Klubtörténet
A 2011–12-es idényben a másodosztály bajnokaként juthattak első alkalommal az élvonalba. Első szezonjukban az 1º de Dezembro tizenegyéves dominanciáját megtörve ünnepelhettek bajnoki címet. A 2013–14-es pontvadászatban pedig a címvédés mellé, első országos kupájukat is abszolválták.

## Játékoskeret
2022. szeptember 10-től
| #  |     | Poszt | Név               |
| -- | --- | ----- | ----------------- |
| 1  | POR | K     | Cláudia Rocha     |
| 56 | POR | K     | Ana Rita Oliveira |
| 11 | POR | V     | Carolina Pocinho  |
| 29 | POR | V     | Joana Serrano     |
| 4  | POR | V     | Monique Gonçalves |
| 7  | POR | V     | Sony Costa        |
| 8  | BRA | V     | Gabriela Zidoi    |
| 14 | BRA | V     | Joyce Ramos       |
| 19 | POR | V     | Júlia Mateus      |
| 27 | POR | KP    | Jéssica Pastilha  |
| 2  | POR | KP    | Daniela Carmo     |
| 15 | POR | KP    | Daniela Lourenço  |

| #  |     | Poszt | Név                |
| -- | --- | ----- | ------------------ |
| 22 | POR | KP    | Juliana Santo      |
| 72 | POR | KP    | Maria Martins      |
| 17 | BRA | KP    | Sofia Sena         |
| 24 | BRA | KP    | Marta Edyth        |
|    | POR | KP    | Maria João         |
|    | POR | CS    | Bianca Antunes     |
| 5  | BRA | CS    | Laura Pires        |
| 10 | POR | CS    | Sara Brasil        |
| 20 | GBS | CS    | Bimba Cabral       |
| 9  | POR | CS    | Melanie Cunha      |
| 21 | CPV | CS    | Leonilde Rodrigues |

## Korábbi híres játékosok
| - Maria Baleia - Mafalda Barboz - Cristina Ferreira - Cristiana Garcia - Mafalda - Joana Marchão - Naná - Bárbara Pisco - Catarina Rodrigues - Anita Santos | - Diana Silva - Tita - Valéria de Lima - Carol Pretona - Raíza Paraíba - Vivian Corazone - Sen Menglu - Rosa Miño - Kleydiana Borges |

## Sikerei
- Portugál bajnok (2):
  - 2012–13, 2013–14
- Portugál kupagyőztes (1):
  - 2013–14
- Portugál másodosztályú bajnok (1):
  - 2011–12